# Distilleria Domenis 1898
La Distilleria Domenis 1898 è una distilleria italiana del Friuli-Venezia Giulia. Dal 1898 ha sede a Cividale Del Friuli.

## Storia
Nel 1898 nel territorio dei Colli Orientali Pietro Domenis crea la sua prima grappa. Negli anni successivi fino al 1986, gli insegnamenti di Pietro vennero trasmessi a Emilio Domenis, e poi ai suoi figli Pietro, Silvano e Dino Domenis, terza generazione. La distillazione Domenis viene svolta tramite impianto ad alambicchi in rame con metodo discontinuo a vapore diretto e a bassa pressione per la creazione della grappa. Nel biennio 1998-1999, dopo un secolo di distillazione nasce la grappa "Secolo" e nello stesso periodo prende vita la grappa "Storica Nera". Con la quarta generazione, Cristina Domenis realizza la linea biologica di distillati e i prodotti kosher. Dal 2016 il marchio Domenis prende la denominazione di “Domenis 1898”. Vengono realizzati prodotti tra i quali gin, distillati vegani, analcolici e vermut.

## Premi
Nel 2019, al concorso italiano "Premio Alambicco d'Oro 2019", le grappe "Special Edition Picolit" e "Secolo Barrique Millesimata" ricevono come riconoscimento la Best Gold e la Gold Medal.
Nel 2021, nell'ambito della premiazione "Premio Alambicco d’Oro 2021", la grappa invecchiata "I tre re Refosco" della Distilleria Domenis 1898 riceve il premio speciale "Il vestito della grappa" per la particolare estetica della sua bottiglia. Nello stesso anno in occasione del "New York International Spirits Competition 2021" la distilleria viene eletta "Italy Fruit Liqueur Distillery of the Year", in Europa riceve la Gran Gold Medal al "Frankfurt International Trophy 2021".